# Simon-Pierre Nothomb
Pour les autres membres de la famille, voir Famille Nothomb.
Simon-Pierre Nothomb (né le 4 juillet 1933 à Habay-la-Neuve et mort le 29 mars 2012 à Anderlecht) est un haut fonctionnaire belge.

## Famille
Simon-Pierre Jules Marie Jacques Nothomb était le douzième des treize enfants du sénateur Pierre Nothomb. Il faisait partie des cinq enfants du deuxième lit, issus du mariage du sénateur avec Ghislaine Montens d'Oosterwyck (1899-1961).
Il épousa en 1960 la comtesse Dominique d'Aspremont Lynden de Maillen (°1938). Ils eurent une fille et deux fils.
En 1966, il obtint concession du titre de baron, transmissible à ses fils.

## Biographie
À l'âge de dix-huit ans, trichant quelque peu sur son âge, Nothomb fut enrôlé dans le Bataillon belge pour la guerre de Corée. Après avoir combattu et été blessé, il quitta l'armée et devint brièvement observateur de l'ONU à Gaza (1955-1957). Dans le cadre de réserve, il atteignit le grade de lieutenant-colonel para-commando.
Il fit ensuite des études universitaires et devint licencié en sciences politiques et sociales. Il fit ses études à Louvain, Paris et Genève.
Simon-Pierre Nothomb parcourut une carrière très variée. Il fut entre autres :
- conseiller et attaché de presse au cabinet du ministre du Commerce extérieur Maurice Brasseur
- attaché aux services du prince Albert de Belgique
- secrétaire général adjoint de l'Agence de la francophonie
- directeur général au ministère de la Culture
- secrétaire général du Comité économique et social de l'Union européenne (1992-1996)[1]

Il fut particulièrement actif lors des premières années de la construction de l'université francophone de Louvain (UCL) à Wavre et Ottignies. Étant lui-même habitant de Habay-la-Neuve, il proposa l'idée de nommer la nouvelle ville « Louvain-la-Neuve ». Il fut directeur des relations extérieures de l'Université et fondateur du « Groupe de Coïmbra » (rassemblement de 40 universités de par le monde). Il fut nommé docteur honoris causa de l'université de Coimbra le 3 juin 2005.
À Paris, il fonda le Cercle Richelieu Senghor (dont il devint le président d'honneur) et fut conseiller des éditions Nathan. Il fut aussi conseiller du violoniste Yehudi Menuhin (il était membre du Comité d'honneur de la Yehudi Menuhin Foundation), critique gastronomique, ou encore fondateur de la ludique « Académie du parler bruxellois » et administrateur des Amis de l'université du Luxembourg. 
À l'âge de la retraite, il fut vice-président des Européens dans le monde et secrétaire-général de l'Union francophone des Belges à l'étranger. Il fonda et s'investit beaucoup dans la Fondation Europe Corée. Il se préoccupa également du sort des Palestiniens, et une carte blanche publiée dans Le Soir à la suite d'une mission d'observation à Gaza suscita de vives réactions et accusations d'antisémitisme par la communauté juive de Belgique,,.
Simon-Pierre Nothomb décéda le 29 mars 2012 des suites d'une chute.

## Publications
- Annuaire biographique de la Francophonie 1986-87, Paris, Nathan, 1986.